# 瀛洲亭

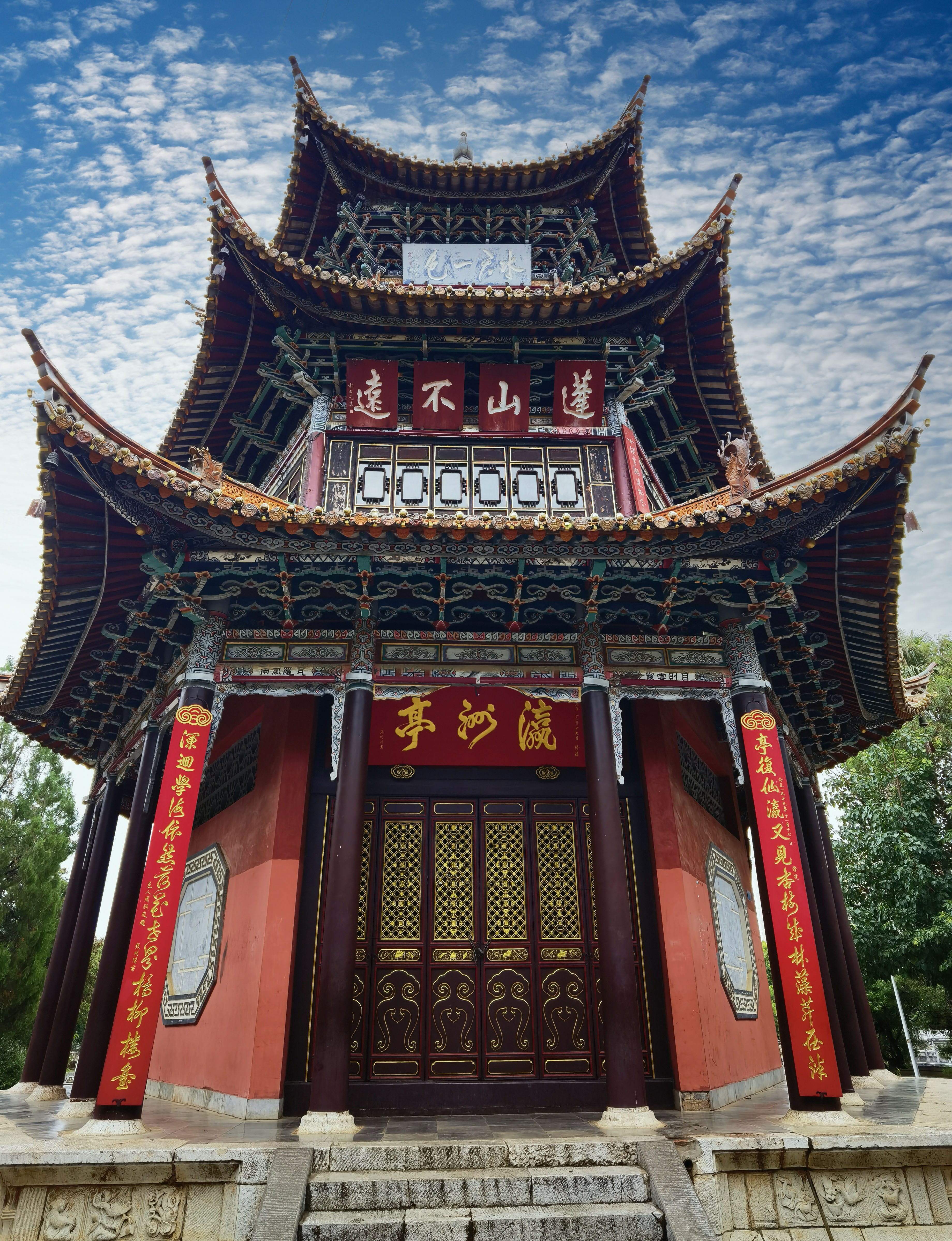
瀛洲亭の正面

瀛洲亭（えいしゅうてい、中国語: 瀛洲亭）は、中国雲南省の紅河ハニ族イ族自治州ない蒙自市の南湖公園内にある建築物。地元では六角亭（ろっかくてい、中国語: 六角亭）としても知られ、特徴的な六角形の構造を持つ。
1690年、清の康熙帝の治世に建設された。以後、長年にわたり何度も修繕が行われた。瀛洲亭は、周辺の山々と湖を含む「蒙自十二景」の一つに数えられてきた。1987年にはその歴史的重要性が認められ、省レベルの文化遺産サイトに指定された。